# Ida Kühnel
Ida Kühnel   (Múnic, 22 d'abril de 1920 - Múnic, 20 de juliol de 1999) va ser una atleta alemanya, especialista en curses de velocitat, que va competir durant les dècades de 1930 i 1940.
En el seu palmarès destaquen cinc campionats nacionals, dos de 100 metres (1939 i 1941) i tres de 4x100 metres (1939, 1943 i 1950), així com una medalla d'or al Campionat d'Europa d'atletisme de 1938 en els relleus 4×100 metres. Formà equip amb Josefine Kohl, Käthe Krauß i Emmy Albus.

## Millors marques
- 100 metres. 11,9" (1939)